# تامیباروتن
تامیباروتن (به انگلیسی: Tamibarotene) یک ترکیب شیمیایی با شناسه پاب‌کم ۱۰۸۱۴۳ است.